# Élections législatives de 1951 au Tchad
Les élections législatives françaises de 1951 se tiennent le 17 juin. Ce sont les deuxièmes élections législatives de la Quatrième République.

## Mode de scrutin
Représentation proportionnelle plurinominale suivant la méthode du plus fort reste.
Dans le territoire du Tchad, deux députés sont à élire pour les personnes relevant du statut personnel.

## Élus
| Député sortant  | Parti | Parti   | Député élu ou réélu | Parti | Parti   |
| --------------- | ----- | ------- | ------------------- | ----- | ------- |
| Gabriel Lisette |       | PPT-RDA | Mohamed Bechir-Sow  |       | RPF-UDT |
| Siège créé      |       |         | Quatre Sou Quatre   |       | RPF-UDT |

## Résultats

### Résultats à l'échelle du département
| Parti    | Parti    | Candidat           | Résultats | Résultats | Sièges | Sièges |
| Parti    | Parti    | Candidat           | Voix      | %         |        |        |
| -------- | -------- | ------------------ | --------- | --------- | ------ | ------ |
|          | RPF-UDT  | Mohamed Bechir-Sow | 123 456   | 75,14     | 2      |        |
|          | PPT-RDA  | Gabriel Lisette    | 14 497    | 8,82      | 0      |        |
|          | PSIT     | M. Koulamalla      | 13 467    | 8,20      | 0      |        |
|          | UDSR     | Maurice Bez        | 6 522     | 3,97      | 0      |        |
|          | diss RPF | Ahmed Kotoko       | 6 360     | 3,87      | 0      |        |
|          |          |                    |           |           |        |        |
| Inscrits | Inscrits | Inscrits           | 250 341   | 100,00    | 2      |        |
| Votants  | Votants  | Votants            | 165 925   | 66,28     |        |        |
| Exprimés | Exprimés | Exprimés           | 164 311   | 99,03     |        |        |